# سفين ليسيك
سفين ليسيك هو لاعب كرة قدم ألماني في مركز حراسة المرمى، ولد في 1 مارس 1992 في Sexau ‏ في ألمانيا. لعب مع TSG Neustrelitz ‏.